# Los malos pastores
Los malos pastores (en francés, Les Mauvais bergers) es un  drama trágico, en cinco actos,  del escritor francés Octave Mirbeau, estrenado en el Théâtre de la Renaissance de París, el 15 de diciembre de 1897, con Sarah Bernhardt e Lucien Guitry en los papeles principales.

## Argumento
El tema es parecido al de Germinal, la novela de Émile Zola : una huelga obrera aplastada sangrientamente. Pero, al final, triunfa la muerte : todos los obreros están muertos, especialmente la pasionaria Madeleine, embarazada, y con ella desaparece la esperanza. Los malos pastores son una obra sombría donde todo naufraga, porque de todo triunfan la injusticia, la desesperación y la muerte.

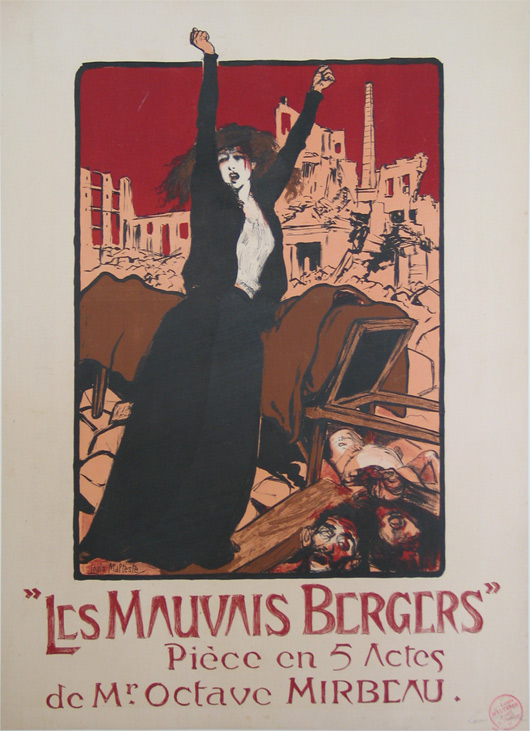
Louis Malteste, 1897.

## Traducciones

### En castellano
- Los malos pastores, La Revista blanca, Madrid, 1901. Traducción de Antonio López.
- Los malos pastores, Barcelona, Biblioteca Avenir, Ediciones económicas Avenir, 1903. Traducción de Felipe Cortiella.
- Los malos pastores, Buenos Aires-Montevideo, La Escena, n° 111, 1920.

### En catalán
- Els Mals pastors, Barcelona, Tipografía « l’Avenç », 1902. Traducción de Felip Cortiella y Ignasi Sardà.